# Ciriaco din Ancona

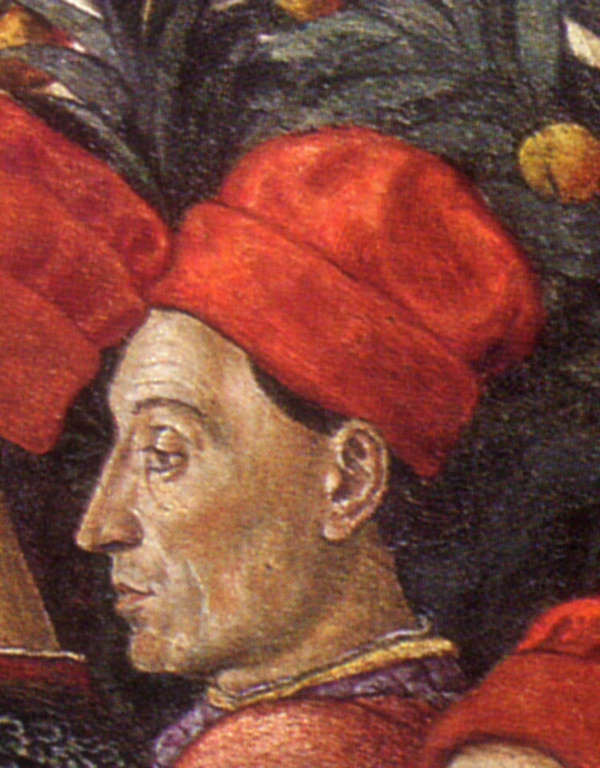
Cyriac din Ancona

Ciriaco din Ancona, (în italiană Ciriaco d'Ancona sau Ciriaco Pizzecolli; n. 31 iulie 1391 Ancona – d. 1452, Cremona) a fost un arheolog, umanist, epigrafist și călător italian; este considerat, chiar de propriii săi contemporani antiquitatis pater („părintele arheologiei”). 
A vizitat insulele din Marea Egee, Istanbulul, Egiptul și Dalmația.